# دویچه ورکه
دویچه ورکه (به آلمانی: Deutsche Werke) یک شرکت کشتی‌سازی آلمانی بود که در سال ۱۹۲۵ در پی پیمان ورسای و پس از جنگ جهانی اول با چند شرکت کشتی‌سازی دیگر به منظور کوچک‌تر کردن صنایع نظامی آلمان ادغام و تشکیل شد. این شرکت متعلق به جمهوری وایمار بود. دفتر مرکزی شرکت در برلین و محل تولید محصولات در کیل قرار داشت.
تا قبل از به قدرت رسیدن حزب نازی، دویچه ورک تنها کشتی های تجاری تولید میکرد ولی پس از به قدرت رسیدن آدولف هیتلر در سال ۱۹۳۳ تولید محصولات این شرکت به کشتی های جنگی تغییر پیدا کرد. در طول جنگ جهانی دوم از بیش از ۲۵۰۰ نفر یهودی در تولید محصولات این شرکت کشتی‌سازی بیگاری کشیده‌شد. در سال ۱۹۵۵ مناطق کشتی‌سازی که متعلق به دویچه ورک بود توسط هوالتس‌ورکه-دویچه ورفت خریداری شد.

## کشتی‌های تولیدی دویچه ورک
- ناو کلاس دویچلنت، ناو دویچلنت
- ناو سنگین، ناو بلوشر
- نبردناو، نبردناو گنایزناو
- ناو هواپیمابر، ناو هواپیمابر گراف سپلین (تکمیل نشد)
- ناوشکن، زی۱ و زی۲